# Boon Keng (metrostation)
Boon Keng is een metrostation van de metro van Singapore aan de North East Line.